# Palta
El palta és una llengua extinta de l'Amazònia equatoriana només testimoniada per unes poques paraules: yumé 'aigua', xeme 'moresc', capal 'foc', let 'fusta' (Jiménez de la Espada, 1586), i alguns topònims. Basant-se en això, Jacinto Jijón y Caamaño (1936) la va classificar com una de les llengües jívaro. Kaufman (1994) afirma que hi ha "poca semblança", però Adelaar (2004) considera que la connexió és raonable. A més d'aquestes quatre paraules hi ha topònims, que solen acabar en -anga, -numa, -namá. Aquests dos darrers suggereixen que el sufix cas locatiu jívaro -num ~ -nam, i Torero (1993) assenyala que s'assembla també a l'aguaruna (jívaro) namák(a) 'riu'.
Mason (1950) també llista Malacata com a nom alternatiu de palta.